# NWSL Challenge Cup 2020
Navigation
Édition suivante
La NWSL Challenge Cup 2020 est un tournoi de la saison 2020 de la National Women's Soccer League pour marquer la reprise du championnat après avoir été suspendu en raison de la pandémie de Covid-19. Sur les neuf franchises de la National Women's Soccer League, huit participent au tournoi ; le Pride d'Orlando se retire après que plusieurs de leurs joueurses ont été testés positifs au Covid-19. 
Le tournoi se déroule dans le comté de Salt Lake en Utah du 27 juin au 26 juillet 2020 et les rencontres sont disputées à huis clos. Le tournoi comprend un premier tour, puis une phase à élimination directe à partir des quarts de finale. 
Le tournoi débouche sur une finale entre le Dash de Houston et les Red Stars de Chicago. Cette finale, voit la victoire du Dash qui s'impose deux buts à zéro sur les Red Stars. Rachel Daly est la meilleure buteuse avec trois réalisations et est nommée meilleure joueuse du tournoi. Ashley Sanchez celui de la meilleure jeune et Kailen Sheridan celui de la meilleure gardienne.
Initialement prévu comme un tournoi unique, la NWSL annonce que la Challenge Cup fera son retour pour la saison 2021.

## Protocole médical
Afin de tenir le tournoi de la manière la plus sûre possible, tous les rencontres se déroulent à huis clos dans deux stades près de Salt Lake City. Toutes les équipes sont mises en quarantaine pendant l'intégralité du tournoi dans un « village NWSL », tous les logements sont fournis par Dell Loy Hansen (en), propriétaire des Royals de l'Utah. Toutes les joueuses, officiels et membres du personnel essentiels sont testés pour la Covid-19 48 heures avant le départ pour l'Utah et restent soumis à des tests réguliers, à une lecture de la température et à un examen des symptômes tout au long du tournoi.

## Format du tournoi
La Challenge Cup est initialement prévue comme un tournoi de vingt-cinq matchs mettant en vedette les neuf franchises de la NWSL. Cependant, le 22 juin 2020, le Pride d'Orlando se retire après six tests Covid-19 positifs parmi les joueuses et quatre autres parmi le personnel. Le lendemain, la NWSL a publié un nouveau calendrier avec un tournoi à huit équipes et vingt-trois matchs.
Le 22 juin, la NWSL annonce les règles et règlements complets pour le tournoi,. Chaque équipe joue quatre matchs dans le tour préliminaire, les huit équipes se qualifient pour la phase éliminatoire de la compétition. En cas d’égalité à la fin du temps réglementaire d’un match à élimination directe ou de la finale, on passe directement à la séance de tirs au but.

## Déroulement du tournoi

### Tour préliminaire

#### Tirage au sort
Le tirage au sort du tour préliminaire a lieu le 1er juin 2020 à 12 h et est diffusé en direct sur CBS Sports HQ. Les neuf franchises de la NWSL sont tirées au sort dans neuf emplacements, ce qui détermine le calendrier des quatre matchs de chaque équipe pour le tour préliminaire. Une fois le tirage au sort terminé, la NWSL publie le calendrier complet du tour préliminaire qui se déroule au Zions Bank Stadium.
| Pos | Équipe                         |
| --- | ------------------------------ |
| 1   | Red Stars de Chicago           |
| 2   | Spirit de Washington           |
| 3   | Dash de Houston                |
| 4   | Royals de l'Utah               |
| 5   | Courage de la Caroline du Nord |
| 6   | Sky Blue FC                    |
| 7   | Thorns de Portland             |
| 8   | OL Reign                       |
| 9   | Pride d'Orlando                |

Le Pride d'Orlando s'est retiré du tournoi le 22 juin 2020, après avoir reçu plusieurs résultats de test positifs de Covid-19 parmi les joueuses et le personnel de l'équipe. Le lendemain, la NWSL a publié un calendrier du tournoi révisé.

#### Classement
| Rang | Équipe                         | Pts | J | G | N | P | Bp | Bc | Diff |
| ---- | ------------------------------ | --- | - | - | - | - | -- | -- | ---- |
| 1    | Courage de la Caroline du Nord | 12  | 4 | 4 | 0 | 0 | 7  | 1  | +6   |
| 2    | Spirit de Washington           | 7   | 4 | 2 | 1 | 1 | 4  | 4  | 0    |
| 3    | OL Reign                       | 5   | 4 | 1 | 2 | 1 | 1  | 2  | -1   |
| 4    | Dash de Houston                | 4   | 4 | 1 | 1 | 2 | 5  | 6  | -1   |
| 5    | Royals de l'Utah               | 4   | 4 | 1 | 1 | 2 | 4  | 5  | -1   |
| 6    | Red Stars de Chicago           | 4   | 4 | 1 | 1 | 2 | 2  | 3  | -1   |
| 7    | Sky Blue FC                    | 4   | 4 | 1 | 1 | 2 | 2  | 3  | -1   |
| 8    | Thorns de Portland             | 3   | 4 | 0 | 3 | 1 | 2  | 3  | -1   |

#### Matchs
| 27 juin 2020         | Courage de la Caroline du Nord | 2 - 1   | Thorns de Portland | Zions Bank Stadium, Herriman                      |                                                   |
| 10h30 (heure locale) | Debinha 75e Williams 90+4e     | (0 - 0) | 80e Charley        | Spectateurs : Huis clos Arbitrage : Lukasz Szpala | Spectateurs : Huis clos Arbitrage : Lukasz Szpala |
| 10h30 (heure locale) | Rapport                        |         |                    | Spectateurs : Huis clos Arbitrage : Lukasz Szpala | Spectateurs : Huis clos Arbitrage : Lukasz Szpala |

| 27 juin 2020         | Red Stars de Chicago | 1 - 2   | Spirit de Washington | Zions Bank Stadium, Herriman                       |                                                    |
| 20h00 (heure locale) | Gautrat 51e          | (0 - 1) | 8e Lavelle 46e Hatch | Spectateurs : Huis clos Arbitrage : Katja Koroleva | Spectateurs : Huis clos Arbitrage : Katja Koroleva |
| 20h00 (heure locale) | Rapport              |         |                      | Spectateurs : Huis clos Arbitrage : Katja Koroleva | Spectateurs : Huis clos Arbitrage : Katja Koroleva |

| 30 juin 2020         | Dash de Houston          | 3 - 3   | Royals de l'Utah                  | Zions Bank Stadium, Herriman                  |                                               |
| 10h30 (heure locale) | Daly 45+1e 47e Groom 67e | (1 - 1) | 35e Matheson 82e Boquete 89e King | Spectateurs : Huis clos Arbitrage : Karen Abt | Spectateurs : Huis clos Arbitrage : Karen Abt |
| 10h30 (heure locale) | Rapport                  |         |                                   | Spectateurs : Huis clos Arbitrage : Karen Abt | Spectateurs : Huis clos Arbitrage : Karen Abt |

| 30 juin 2020         | OL Reign | 0 - 0   | Sky Blue FC | Zions Bank Stadium, Herriman                        |                                                     |
| 20h00 (heure locale) |          | (0 - 0) |             | Spectateurs : Huis clos Arbitrage : Michael Radchuk | Spectateurs : Huis clos Arbitrage : Michael Radchuk |
| 20h00 (heure locale) | Rapport  |         |             | Spectateurs : Huis clos Arbitrage : Michael Radchuk | Spectateurs : Huis clos Arbitrage : Michael Radchuk |

| 1er juillet 2020     | Thorns de Portland | 0 - 0   | Red Stars de Chicago | Zions Bank Stadium, Herriman                        |                                                     |
| 10h30 (heure locale) |                    | (0 - 0) |                      | Spectateurs : Huis clos Arbitrage : Danielle Chesky | Spectateurs : Huis clos Arbitrage : Danielle Chesky |
| 10h30 (heure locale) | Rapport            |         |                      | Spectateurs : Huis clos Arbitrage : Danielle Chesky | Spectateurs : Huis clos Arbitrage : Danielle Chesky |

| 1er juillet 2020     | Spirit de Washington | 0 - 2   | Courage de la Caroline du Nord | Zions Bank Stadium, Herriman                      |                                                   |
| 20h00 (heure locale) |                      | (0 - 0) | 50e 61e Williams               | Spectateurs : Huis clos Arbitrage : Lukasz Szpala | Spectateurs : Huis clos Arbitrage : Lukasz Szpala |
| 20h00 (heure locale) | Rapport              |         |                                | Spectateurs : Huis clos Arbitrage : Lukasz Szpala | Spectateurs : Huis clos Arbitrage : Lukasz Szpala |

| 4 juillet 2020       | Royals de l'Utah | 1 - 0   | Sky Blue FC | Zions Bank Stadium, Herriman                       |                                                    |
| 10h30 (heure locale) | Rodriguez 41e    | (1 - 0) |             | Spectateurs : Huis clos Arbitrage : Katja Koroleva | Spectateurs : Huis clos Arbitrage : Katja Koroleva |
| 10h30 (heure locale) | Rapport          |         |             | Spectateurs : Huis clos Arbitrage : Katja Koroleva | Spectateurs : Huis clos Arbitrage : Katja Koroleva |

| 4 juillet 2020       | Dash de Houston        | 2 - 0   | OL Reign | Zions Bank Stadium, Herriman                      |                                                   |
| 20h00 (heure locale) | K. Mewis 12e Groom 54e | (1 - 0) |          | Spectateurs : Huis clos Arbitrage : Lukasz Szpala | Spectateurs : Huis clos Arbitrage : Lukasz Szpala |
| 20h00 (heure locale) | Rapport                |         |          | Spectateurs : Huis clos Arbitrage : Lukasz Szpala | Spectateurs : Huis clos Arbitrage : Lukasz Szpala |

| 5 juillet 2020       | Courage de la Caroline du Nord | 1 - 0   | Red Stars de Chicago | Zions Bank Stadium, Herriman                   |                                                |
| 10h30 (heure locale) | Erceg 81e                      | (0 - 0) |                      | Spectateurs : Huis clos Arbitrage : Tori Penso | Spectateurs : Huis clos Arbitrage : Tori Penso |
| 10h30 (heure locale) | Rapport                        |         |                      | Spectateurs : Huis clos Arbitrage : Tori Penso | Spectateurs : Huis clos Arbitrage : Tori Penso |

| 5 juillet 2020       | Thorns de Portland | 1 - 1   | Spirit de Washington | Zions Bank Stadium, Herriman                  |                                               |
| 20h00 (heure locale) | Horan 69e          | (0 - 0) | 77e Staab            | Spectateurs : Huis clos Arbitrage : Karen Abt | Spectateurs : Huis clos Arbitrage : Karen Abt |
| 20h00 (heure locale) | Rapport            |         |                      | Spectateurs : Huis clos Arbitrage : Karen Abt | Spectateurs : Huis clos Arbitrage : Karen Abt |

| 8 juillet 2020       | Royals de l'Utah | 0 - 1   | OL Reign     | Zions Bank Stadium, Herriman                        |                                                     |
| 10h30 (heure locale) |                  | (0 - 0) | 90+1e Balcer | Spectateurs : Huis clos Arbitrage : Danielle Chesky | Spectateurs : Huis clos Arbitrage : Danielle Chesky |
| 10h30 (heure locale) | Rapport          |         |              | Spectateurs : Huis clos Arbitrage : Danielle Chesky | Spectateurs : Huis clos Arbitrage : Danielle Chesky |

| 8 juillet 2020       | Sky Blue FC               | 2 - 0   | Dash de Houston | Zions Bank Stadium, Herriman                   |                                                |
| 20h00 (heure locale) | Monaghan 17e Kawasumi 34e | (2 - 0) |                 | Spectateurs : Huis clos Arbitrage : Tori Penso | Spectateurs : Huis clos Arbitrage : Tori Penso |
| 20h00 (heure locale) | Rapport                   |         |                 | Spectateurs : Huis clos Arbitrage : Tori Penso | Spectateurs : Huis clos Arbitrage : Tori Penso |

| 12 juillet 2020      | Spirit de Washington | 1 - 0   | Dash de Houston | Zions Bank Stadium, Herriman                       |                                                    |
| 10h30 (heure locale) | Feist 16e            | (1 - 0) |                 | Spectateurs : Huis clos Arbitrage : Katja Koroleva | Spectateurs : Huis clos Arbitrage : Katja Koroleva |
| 10h30 (heure locale) | Rapport              |         |                 | Spectateurs : Huis clos Arbitrage : Katja Koroleva | Spectateurs : Huis clos Arbitrage : Katja Koroleva |

| 12 juillet 2020      | Red Stars de Chicago | 1 - 0   | Royals de l'Utah | Zions Bank Stadium, Herriman                        |                                                     |
| 20h00 (heure locale) | Short 85e            | (0 - 0) |                  | Spectateurs : Huis clos Arbitrage : Michael Radchuk | Spectateurs : Huis clos Arbitrage : Michael Radchuk |
| 20h00 (heure locale) | Rapport              |         |                  | Spectateurs : Huis clos Arbitrage : Michael Radchuk | Spectateurs : Huis clos Arbitrage : Michael Radchuk |

| 13 juillet 2020      | OL Reign | 0 - 0   | Thorns de Portland | Zions Bank Stadium, Herriman                  |                                               |
| 10h30 (heure locale) |          | (0 - 0) |                    | Spectateurs : Huis clos Arbitrage : Karen Abt | Spectateurs : Huis clos Arbitrage : Karen Abt |
| 10h30 (heure locale) | Rapport  |         |                    | Spectateurs : Huis clos Arbitrage : Karen Abt | Spectateurs : Huis clos Arbitrage : Karen Abt |

| 13 juillet 2020      | Sky Blue FC | 0 - 2   | Courage de la Caroline du Nord | Zions Bank Stadium, Herriman                      |                                                   |
| 20h00 (heure locale) |             | (0 - 1) | 7e S. Mewis 56e Dunn           | Spectateurs : Huis clos Arbitrage : Lukasz Szpala | Spectateurs : Huis clos Arbitrage : Lukasz Szpala |
| 20h00 (heure locale) | Rapport     |         |                                | Spectateurs : Huis clos Arbitrage : Lukasz Szpala | Spectateurs : Huis clos Arbitrage : Lukasz Szpala |

### Tableau final
|  | Quarts de finale | Quarts de finale               | Quarts de finale     | Quarts de finale     |                      |                      | Demi-finales    | Demi-finales    | Demi-finales    | Demi-finales    |  |  | Finale          | Finale          | Finale          | Finale          |
|  |                  |                                |                      |                      |                      |                      |                 |                 |                 |                 |  |  |                 |                 |                 |                 |
|  | 17 juillet 2020  | 17 juillet 2020                | 17 juillet 2020      | 17 juillet 2020      |                      |                      | 22 juillet 2020 | 22 juillet 2020 | 22 juillet 2020 | 22 juillet 2020 |  |  | 26 juillet 2020 | 26 juillet 2020 | 26 juillet 2020 | 26 juillet 2020 |
|  | 17 juillet 2020  | 17 juillet 2020                | 17 juillet 2020      | 17 juillet 2020      |                      |                      | 22 juillet 2020 | 22 juillet 2020 | 22 juillet 2020 | 22 juillet 2020 |  |  | 26 juillet 2020 | 26 juillet 2020 | 26 juillet 2020 | 26 juillet 2020 |
|  | 1                | Courage de la Caroline du Nord | 0                    | 0                    |                      |                      | 22 juillet 2020 | 22 juillet 2020 | 22 juillet 2020 | 22 juillet 2020 |  |  | 26 juillet 2020 | 26 juillet 2020 | 26 juillet 2020 | 26 juillet 2020 |
|  | 1                | Courage de la Caroline du Nord | 0                    | 0                    |                      |                      | 22 juillet 2020 | 22 juillet 2020 | 22 juillet 2020 | 22 juillet 2020 |  |  | 26 juillet 2020 | 26 juillet 2020 | 26 juillet 2020 | 26 juillet 2020 |
|  | 8                | Thorns de Portland             | 1                    | 1                    |                      |                      | 22 juillet 2020 | 22 juillet 2020 | 22 juillet 2020 | 22 juillet 2020 |  |  | 26 juillet 2020 | 26 juillet 2020 | 26 juillet 2020 | 26 juillet 2020 |
|  | 8                | Thorns de Portland             | 1                    | 1                    | Thorns de Portland   | Thorns de Portland   | 0               | 0               |                 |                 |  |  | 26 juillet 2020 | 26 juillet 2020 | 26 juillet 2020 | 26 juillet 2020 |
|  | 17 juillet 2020  |                                |                      |                      | Thorns de Portland   | Thorns de Portland   | 0               | 0               |                 |                 |  |  | 26 juillet 2020 | 26 juillet 2020 | 26 juillet 2020 | 26 juillet 2020 |
|  |                  |                                | Dash de Houston      | Dash de Houston      | 1                    | 1                    |                 |                 |                 |                 |  |  | 26 juillet 2020 | 26 juillet 2020 | 26 juillet 2020 | 26 juillet 2020 |
|  | 4                | Dash de Houston tab            | Dash de Houston      | Dash de Houston      | 1                    | 1                    | 0 (3)           | 0 (3)           |                 |                 |  |  | 26 juillet 2020 | 26 juillet 2020 | 26 juillet 2020 | 26 juillet 2020 |
|  | 4                | Dash de Houston tab            | 22 juillet 2020      |                      |                      |                      | 0 (3)           | 0 (3)           |                 |                 |  |  | 26 juillet 2020 | 26 juillet 2020 | 26 juillet 2020 | 26 juillet 2020 |
|  | 5                | Royals de l'Utah               | 0 (2)                | 0 (2)                |                      |                      |                 |                 |                 |                 |  |  | 26 juillet 2020 | 26 juillet 2020 | 26 juillet 2020 | 26 juillet 2020 |
|  | 5                | Royals de l'Utah               | 0 (2)                | 0 (2)                | Dash de Houston      | Dash de Houston      | 2               | 2               |                 |                 |  |  |                 |                 |                 |                 |
|  | 18 juillet 2020  |                                |                      |                      | Dash de Houston      | Dash de Houston      | 2               | 2               |                 |                 |  |  |                 |                 |                 |                 |
|  |                  |                                | Red Stars de Chicago | Red Stars de Chicago | 0                    | 0                    |                 |                 |                 |                 |  |  |                 |                 |                 |                 |
|  | 3                | OL Reign                       | Red Stars de Chicago | Red Stars de Chicago | 0                    | 0                    | 0 (3)           | 0 (3)           |                 |                 |  |  |                 |                 |                 |                 |
|  | 3                | OL Reign                       |                      |                      |                      |                      |                 |                 |                 |                 |  |  |                 |                 |                 |                 |
|  | 6                | Red Stars de Chicago tab       | 0 (4)                | 0 (4)                |                      |                      |                 |                 |                 |                 |  |  |                 |                 |                 |                 |
|  | 6                | Red Stars de Chicago tab       | 0 (4)                | 0 (4)                | Red Stars de Chicago | Red Stars de Chicago | 3               | 3               |                 |                 |  |  |                 |                 |                 |                 |
|  | 18 juillet 2020  |                                |                      |                      | Red Stars de Chicago | Red Stars de Chicago | 3               | 3               |                 |                 |  |  |                 |                 |                 |                 |
|  |                  |                                | Sky Blue FC          | Sky Blue FC          | 2                    | 2                    |                 |                 |                 |                 |  |  |                 |                 |                 |                 |
|  | 2                | Spirit de Washington           | Sky Blue FC          | Sky Blue FC          | 2                    | 2                    | 0 (3)           | 0 (3)           |                 |                 |  |  |                 |                 |                 |                 |
|  | 2                | Spirit de Washington           |                      |                      |                      |                      |                 | 0 (3)           |                 |                 |  |  |                 |                 |                 |                 |
|  | 7                | Sky Blue FC tab                | 0 (4)                | 0 (4)                |                      |                      |                 |                 |                 |                 |  |  |                 |                 |                 |                 |
|  | 7                | Sky Blue FC tab                | 0 (4)                | 0 (4)                |                      |                      |                 |                 |                 |                 |  |  |                 |                 |                 |                 |
|  |                  |                                |                      |                      |                      |                      |                 |                 |                 |                 |  |  |                 |                 |                 |                 |

#### Quarts de finale
| 17 juillet 2020      | Courage de la Caroline du Nord | 0 - 1   | Thorns de Portland | Zions Bank Stadium, Herriman                      |                                                   |
| 10h30 (heure locale) |                                | (0 - 0) | 68e Weaver         | Spectateurs : Huis clos Arbitrage : Lukasz Szpala | Spectateurs : Huis clos Arbitrage : Lukasz Szpala |
| 10h30 (heure locale) | Rapport                        |         |                    | Spectateurs : Huis clos Arbitrage : Lukasz Szpala | Spectateurs : Huis clos Arbitrage : Lukasz Szpala |

| 17 juillet 2020      | Dash de Houston            | 0 - 0             | Royals de l'Utah                      | Zions Bank Stadium, Herriman                        |                                                     |
| 20h00 (heure locale) |                            | (0 - 0, 0 - 0)    |                                       | Spectateurs : Huis clos Arbitrage : Danielle Chesky | Spectateurs : Huis clos Arbitrage : Danielle Chesky |
| 20h00 (heure locale) | Rapport                    |                   |                                       | Spectateurs : Huis clos Arbitrage : Danielle Chesky | Spectateurs : Huis clos Arbitrage : Danielle Chesky |
| 20h00 (heure locale) | Schmidt Nairn Daly Visalli | Tirs au but 3 - 2 | Rodriguez LaBonta Corsie King Boquete | Spectateurs : Huis clos Arbitrage : Danielle Chesky | Spectateurs : Huis clos Arbitrage : Danielle Chesky |

| 18 juillet 2020      | Spirit de Washington             | 0 - 0             | Sky Blue FC                              | Zions Bank Stadium, Herriman                   |                                                |
| 10h30 (heure locale) |                                  | (0 - 0, 0 - 0)    |                                          | Spectateurs : Huis clos Arbitrage : Tori Penso | Spectateurs : Huis clos Arbitrage : Tori Penso |
| 10h30 (heure locale) | Rapport                          |                   |                                          | Spectateurs : Huis clos Arbitrage : Tori Penso | Spectateurs : Huis clos Arbitrage : Tori Penso |
| 10h30 (heure locale) | Lavelle Hatch Staab Thomas Feist | Tirs au but 3 - 4 | Woldmoe Kawasumi Richardson Zerboni Eddy | Spectateurs : Huis clos Arbitrage : Tori Penso | Spectateurs : Huis clos Arbitrage : Tori Penso |

| 18 juillet 2020      | OL Reign                          | 0 - 0             | Red Stars de Chicago      | Zions Bank Stadium, Herriman                       |                                                    |
| 20h00 (heure locale) |                                   | (0 - 0, 0 - 0)    |                           | Spectateurs : Huis clos Arbitrage : Katja Koroleva | Spectateurs : Huis clos Arbitrage : Katja Koroleva |
| 20h00 (heure locale) | Rapport                           |                   |                           | Spectateurs : Huis clos Arbitrage : Katja Koroleva | Spectateurs : Huis clos Arbitrage : Katja Koroleva |
| 20h00 (heure locale) | Cruz Momiki Jenkins Balcer Barnes | Tirs au but 3 - 4 | Ertz DiBernardo Watt Hill | Spectateurs : Huis clos Arbitrage : Katja Koroleva | Spectateurs : Huis clos Arbitrage : Katja Koroleva |

#### Demi-finales
| 22 juillet 2020      | Dash de Houston | 1 - 0   | Thorns de Portland | Rio Tinto Stadium, Sandy                       |                                                |
| 10h30 (heure locale) | Daly 69e        | (0 - 0) |                    | Spectateurs : Huis clos Arbitrage : Tori Penso | Spectateurs : Huis clos Arbitrage : Tori Penso |
| 10h30 (heure locale) | Rapport         |         |                    | Spectateurs : Huis clos Arbitrage : Tori Penso | Spectateurs : Huis clos Arbitrage : Tori Penso |

| 22 juillet 2020      | Red Stars de Chicago                  | 3 - 2   | Sky Blue FC              | Rio Tinto Stadium, Sandy                          |                                                   |
| 20h00 (heure locale) | St. Georges 8e Hill 11e McCaskill 60e | (2 - 0) | 72e Viens 77e (csc) Ertz | Spectateurs : Huis clos Arbitrage : Lukasz Szpala | Spectateurs : Huis clos Arbitrage : Lukasz Szpala |
| 20h00 (heure locale) | Rapport                               |         |                          | Spectateurs : Huis clos Arbitrage : Lukasz Szpala | Spectateurs : Huis clos Arbitrage : Lukasz Szpala |

#### Finale
| 26 juillet 2020      | Dash de Houston               | 2 - 0   | Red Stars de Chicago | Rio Tinto Stadium, Sandy                           |                                                    |
| 18h30 (heure locale) | Schmidt 5e (pen.) Groom 90+1e | (1 - 0) |                      | Spectateurs : Huis clos Arbitrage : Katja Koroleva | Spectateurs : Huis clos Arbitrage : Katja Koroleva |
| 18h30 (heure locale) | Rapport                       |         |                      | Spectateurs : Huis clos Arbitrage : Katja Koroleva | Spectateurs : Huis clos Arbitrage : Katja Koroleva |

| Houston Dash | Chicago Red Stars |

| Dash de Houston :   |    |                      |     |     |
|                     |    |                      |     |     |
| Gardien de but      | 1  | Jane Campbell        |     |     |
|                     | 2  | Allysha Chapman      |     |     |
|                     | 3  | Rachel Daly          |     |     |
|                     | 6  | Shea Groom (en)      |     |     |
|                     | 8  | Nichelle Prince      |     | 87e |
|                     | 9  | Haley Hanson (en)    | 82e |     |
|                     | 11 | Megan Oyster (en)    |     |     |
|                     | 13 | Sophie Schmidt       |     |     |
|                     | 14 | Brianna Visalli (en) |     | 78e |
|                     | 19 | Kristie Mewis        |     | 29e |
|                     | 25 | Katie Naughton (en)  |     |     |
| Remplaçantes :      |    |                      |     |     |
|                     | 5  | Cece Kizer (en)      |     | 29e |
|                     | 12 | Veronica Latsko (en) |     | 78e |
|                     | 17 | Erin Simon (en)      | 89e | 87e |
| Entraîneur :        |    |                      |     |     |
| James Clarkson (en) |    |                      |     |     |

| Red Stars de Chicago : |    |                         |    |     |
|                        |    |                         |    |     |
| Gardien de but         | 1  | Alyssa Naeher           |    |     |
|                        | 2  | Kealia Watt (en)        |    |     |
|                        | 5  | Rachel Hill (en)        |    |     |
|                        | 8  | Julie Ertz              |    |     |
|                        | 9  | Savannah McCaskill      |    | 78e |
|                        | 10 | Vanessa DiBernardo (en) |    |     |
|                        | 11 | Sarah Gorden (en)       |    |     |
|                        | 24 | Danielle Colaprico (en) |    |     |
|                        | 28 | Kayla Sharples (en)     | 4e | 68e |
|                        | 29 | Bianca St. Georges (en) |    | 89e |
|                        | 33 | Katie Johnson (en)      |    | 79e |
| Remplaçantes :         |    |                         |    |     |
|                        | 32 | Zoey Goralski (en)      |    | 68e |
|                        | 15 | Makenzy Doniak (en)     |    | 78e |
|                        | 14 | Zoe Morse (en)          |    | 79e |
|                        | 23 | Julia Bingham (en)      |    | 89e |
| Entraîneur :           |    |                         |    |     |
| Rory Dames (en)        |    |                         |    |     |

| Assistantes : Jennifer Garner Tiffini Turpin Quatrième arbitre : Tori Penso Femme du Match : Shea Groom (en) |

## Statistiques et récompenses

### Liste des buteuses
3 buts    
- Rachel Daly
- Shea Groom
- Lynn Williams

1 but  
- Morgan Gautrat
- Rachel Hill
- Savannah McCaskill
- Casey Short
- Bianca St. Georges
- Kristie Mewis
- Sophie Schmidt
- Debinha
- Crystal Dunn
- Abby Erceg
- Sam Mewis
- Nahomi Kawasumi
- Paige Monaghan
- Évelyne Viens
- Simone Charley
- Lindsey Horan
- Morgan Weaver
- Bethany Balcer
- Verónica Boquete
- Tziarra King
- Diana Matheson
- Amy Rodriguez
- Bayley Feist
- Ashley Hatch
- Rose Lavelle
- Sam Staab

Contre son camp  (csc)
- Julie Ertz (face au Sky Blue)

### Liste des passeuses
2 passes décisives 
- Rachel Daly
- Verónica Boquete

1 passe décisive 
- Katie Johnson
- Savannah McCaskill
- Bianca St. Georges
- Shea Groom
- Veronica Latsko
- Kristie Mewis
- Katie Stengel
- Jaelene Daniels
- Debinha
- Hailie Mace
- Sam Mewis
- Lynn Williams
- Ifeoma Onumonu
- McCall Zerboni
- Meghan Klingenberg
- Raquel Rodríguez
- Yuka Momiki
- Amy Rodriguez
- Ashley Hatch
- Ashley Sanchez

### Récompenses individuelles
| Trophée                 | Joueuse               | Club                 |
| ----------------------- | --------------------- | -------------------- |
| Meilleure joueuse       | Rachel Daly           | Dash de Houston      |
| Meilleure jeune joueuse | Ashley Sanchez        | Spirit de Washington |
| Meilleure gardienne     | Kailen Sheridan       | Sky Blue FC          |
| Meilleure buteuse       | Rachel Daly           | Dash de Houston      |
| Meilleur but            | Lindsey Horan         | Thorns de Portland   |
| Meilleur arrêt          | Britt Eckerstrom (en) | Thorns de Portland   |

### Équipe-type
| #           | Joueuses              | Club                           | Bilan clubs                                 |
| ----------- | --------------------- | ------------------------------ | ------------------------------------------- |
| Gardienne   | Britt Eckerstrom (en) | Thorns de Portland             | Courage de la Caroline du Nord : 4 joueuses |
| Défenseuses | Julie Ertz            | Red Stars de Chicago           | Courage de la Caroline du Nord : 4 joueuses |
| Défenseuses | Abby Erceg            | Courage de la Caroline du Nord | Courage de la Caroline du Nord : 4 joueuses |
| Défenseuses | Casey Short           | Red Stars de Chicago           | Courage de la Caroline du Nord : 4 joueuses |
| Défenseuses | Jaelene Daniels (en)  | Courage de la Caroline du Nord | Dash de Houston : 2 joueuses                |
| Milieux     | Rachel Daly           | Dash de Houston                | Dash de Houston : 2 joueuses                |
| Milieux     | Shea Groom (en)       | Dash de Houston                | Red Stars de Chicago : 2 joueuses           |
| Milieux     | Rose Lavelle          | Spirit de Washington           | Red Stars de Chicago : 2 joueuses           |
| Attaquantes | Debinha               | Courage de la Caroline du Nord | Thorns de Portland : 2 joueuses             |
| Attaquantes | Lynn Williams         | Courage de la Caroline du Nord | Thorns de Portland : 2 joueuses             |
| Attaquantes | Lindsey Horan         | Thorns de Portland             | Spirit de Washington : 1 joueuse            |